# NGC 3458
NGC 3458 (другие обозначения — UGC 6037, MCG 10-16-26, ZWG 291.14, PGC 32854) — линзообразная галактика (SB0) в созвездии Большая Медведица.
Этот объект входит в число перечисленных в оригинальной редакции «Нового общего каталога».
В галактике вспыхнула сверхновая SN 1991F типа I. Её пиковая видимая звёздная величина составила 18
Галактика NGC 3458 входит в состав группы галактик NGC 3445. Помимо NGC 3458 в группу также входят NGC 3440, NGC 3445 и MCG 10-16-24.